# Capilla de la Cruz de Juan de Vera (San Cristóbal de La Laguna)
La capilla de la Cruz de Juan de Vera o capilla Cruz de los Herreros se inició a construir en 1720 por iniciativa del cirujano Juan Martínez de Vera y su esposa Francisca Henríquez, en un lugar donde los vecinos ya rendía culto a la Santa Cruz. La capilla se situó originalmente en medio de la vega lagunera, igual que la de la Cruz de los Álamos y fue trasladada en 1810 a su ubicación actual en el cruce de las calle Quintín Benito con la carretera de Tejina por parte de don José Amaral.
La capilla está constituida por una única dependencia rectangular, de esquema y dimensiones similares a las otras capillas en honor de la Santa Cruz que hay en la ciudad, con cuatro muros de piedra y adobe, con un techumbre de madera que sostiene el tejado de teja árabe a cuatro aguas. Dos de sus laterales están unidos a los edificios colindantes y los otros dos albergan uno la entrada y el otro una cruz de madera sin policromar con las inscripción «Capilla Cruz de los Herreros. Siglo XIX».
En el interior se conserva una cruz de madera recubierta con planchas de plata repujada con motivos vegetales. Así mismo hay una escultura de un ángel y un pequeño retablo con un número importante de esculturas de santos y de la Virgen María.
- Datos: Q16915938
- Multimedia: Capilla de la Cruz de Juan de Vera, San Cristóbal de La Laguna / Q16915938